# Église Sainte-Agnès de Croanques
Pour les articles homonymes, voir église Sainte-Agnès.
L'église Sainte-Agnès de Croanques (Santa Agnès de Croanques) est une église romane en ruines située dans le hameau de Croanques, à Taulis, dans le département français des Pyrénées-Orientales et la région Occitanie.

## Situation
Croanques est un hameau situé au sud du village de Taulis, dans les Aspres, un massif du contrefort pyrénéen du sud de la France, dans le département des Pyrénées-Orientales. De cet ancien village ne reste qu'un mas, les ruines de l'église Sainte-Agnès et celles d'un château perdus dans la forêt. L'église domine le mas, à flanc de colline, au-dessus du còrrec (torrent) de santa Agnès à une altitude d'environ 570 m.

## Histoire
Le village de Croanques est mentionné pour la première fois dans un texte datant de 1020 (Crosanchas Thevolici) et l'église de 1097. Les ruines de l'église semblent dater du début du XIe siècle.

## Architecture
Il ne reste de l'église Sainte Agnès que les ruines de la nef, rectangulaire et de dimensions 8,70 m par 5,80 m, bâtie en moellons irréguliers. Le portail, perçant le mur ouest, est encore surmonté d'un clocher-mur comportant deux baies. La chapelle possédait une abside qui a été détruite et s'appuyait sur le rocher.